# NGC 3039
NGC 3039 is een balkspiraalstelsel in het sterrenbeeld Sextant. Het hemelobject werd op 22 januari 1865 ontdekt door de Duitse astronoom Albert Marth.

## Synoniemen
- UGC 5297
- MCG 0-25-27
- ZWG 7.51
- PGC 28452